# 110 d'Hèrcules
110 d'Hèrcules (110 Herculis) és un estel de magnitud aparent +4,20 enquadrat a la constel·lació d'Hèrcules. Es troba a 62 anys llum de distància del sistema solar.

## Característiques físiques
110 d'Hèrcules és un estel blanc-groc de la seqüència principal de tipus espectral F6V, encara que també ha estat catalogat com a F5.5IV-V, la qual cosa indica que podria estar finalitzant ja la fusió del seu hidrogen nuclear. Té una temperatura efectiva de 6376 ± 39 K i una lluminositat igual a 6,3 vegades la lluminositat solar. El seu radi equival a poc més del doble del radi solar i gira sobre si mateixa amb una velocitat de rotació projectada de 14,1 km/s.
110 d'Hèrcules no presenta excés en la radiació infraroja emesa ni a 24 μm ni a 70 μm, per la qual cosa no sembla estar embolcallada en un disc circumestel·lar de pols i enderrocs. Tampoc mostra signes d'activitat cromosfèrica. Com el Sol, la seva cinemàtica correspon a la d'un estel del disc fi. Amb una massa un 42 % major que la del Sol, la seva edat més probable és de 2600 ± 100 milions d'anys.

## Composició elemental
110 d'Hèrcules evidència un contingut metàl·lic inferior al solar, sent el seu índex de metal·licitat [Fe/H] = -0,17. En general, els nivells d'altres elements segueixen la mateixa pauta, a excepció de lantani, samari, europi i bari; aquest últim metall és un 66 % més abundant que en el Sol ([Ba/H] = +0,22).
Finalment, assenyalar que la seva abundància relativa de liti és major que la del Sol (A(Li) = 1,75 enfront del valor solar 0,92).